# Gonocarpus mezianus
Gonocarpus mezianus là một loài thực vật có hoa trong họ Haloragaceae. Loài này được (Schindl.) Orchard miêu tả khoa học đầu tiên năm 1975.